# Janovští z Janovic
Janovští z Janovic (staročesky Janowský z Janowicz a Klenowýho, německy Janowsky von Janowitz und Klenau) jsou starý český vladycký a panský rod, jehož panství se rozkládalo v západních Čechách na Klatovsku. Mají společné předky s Klenovskými z Klenové (německy Klenowsky von Klenau), kteří jsou nejmladší linií rodu a přijali jméno podle svého hradu Klenová stojího blízko Janovic nad Úhlavou. Česká větev Janovských vymřela roku 1779, v zahraničí jejich potomci žili ještě v 19. století.

## Historie
Prvním známým předkem je Jan z Janovic, pravděpodobně zakladatel janovického hradu, který roku 1289 pečetil listinu svým erbem. Po jeho smrti se dostal hrad v Janovicích s příslušenstvím do rukou krále Jana Lucemburského, později se sem Janovicové opět vrátili. Ve 14. století jsou zmiňováni Bohuslav a Jan se sídlem na Janovicích, jiný Janovic jménem Něpr zřejmě založil hrad Pajrek a stal se zakladatelem této větve rodu. 
Do držení Janoviců se na čas dostal i hrad Rýzmberk. Z této větve pocházel Racek Ryžmberský, který válčil s pasovským biskupem i králem Václavem IV. a v husitských válkách stál na katolické straně. Vydal husitského kněze Nekvasu Bavorům, kteří jej umučili, za což Racka Ryžmberského z Janovic po bitvě u Vyšehradu husité ubili cepy.

### Janovická větev
Za husitských válek zůstali Janovičtí katolíky, za Jiřího z Poděbrad byli příznivci Jednoty zelenohorské. Od poloviny 15. století vedli války se svými bavorskými sousedy a v důsledku toho bylo jejich panství několikrát popleněno. Ve válčení pokračoval Heřman Janovský z Janovic, který nejdříve bavorskému knížeti Albrechtu IV. sloužil, ale nedostal od něj zaplaceno za službu, a tak celé bavorské zemi odpověděl. Spory řešil dokonce královský dvůr Vladislava Jagellonského. V roce 1515 se Heřman a jeho syn Oldřich vzpírali i české královské moci. Na jejich dopadení byla vypsána odměna 500 kop míšeňských grošů. V důsledku sporu musel Heřman z Janovic uprchnout ze země a jeho syn Oldřich byl uvězněn. Heřman střídavě žil ve své vlasti a v cizině (v Bavorsku a v Rakousku), sváry skončily až jeho smrtí okolo roku 1536.
Za účast na stavovském povstání museli Janovští z Janovic v roce 1623 přijmout Janovice do manství; propuštění majetku z manství dosáhli až v roce 1670. V 18. století dosáhli hraběcího titulu: 13. listopadu 1772 byl František Adam Janovský z Janovic na Otíně, Předslavi a Chuchli povýšen do stavu českých svobodných pánů s právem oslovení „vysoce urozený“, kteréžto právo bylo udělováno nevládnoucím hrabatům a baronům z prastarých šlechtických rodů.
Významnou osobností z tohoto rodu byl Václav Janovský z Janovic, kanovník v Hradci Králové a doktor teologie při jezuitské koleji v Olomouci. Dne 30. července 1752 světil kapli sv. Jana Nepomuckého v Lázních Miletín. Jeho dílo Quaestio de Praedestinatione, et Reprobatione. In Magna Aula Academica Almae Universitatis Olomucensis Collegii Societatis Jesu suprema Doctoratus Theologici Laurea inauguraretur bylo vydáno v roce 1733 v Opavě tiskařem Janem Václavem Schindlerem.

### Pajrecká větev
Za husitských válek držel Pajrek Jan z Janovic. Zpočátku sympatizoval s husity, v roce 1424 byl mezi rukojmími, kteří měli zabezpečit příměří táboritů a Oldřicha z Rožmberka. O dva roky později však umožnil katolickému vojsku z Bavorska a Švábska, aby prošlo kolem hradu a plenilo husitské statky v okolí Klatov. Po roce 1427 se opět přiklonil k husitům a měl proto časté spory s Oldřichem z Rožmberka, které trvaly až do konce roku 1434.
Racek Janovský byl věrným stoupencem strany podobojí a krále Jiřího z Poděbrad. Působil jako klatovský hejtman. Proslavil se vítězstvím nad bavorskými křižáky vedenými Albrechtem Nothaftem z Vernberka v bitvě u Nýrska 22. září 1467, které vybojoval společně s domažlickými a klatovskými měšťany. V roce 1472, již po Rackově smrti, dobyli Bavoři Pajrek a zajali na něm Rackova syna.

### Janovici v zahraničí
Někteří příslušníci rodu trvale přesídlili mimo české území. Jedna větev se odstěhovala do jižního Německa a dále do Francie a Belgie. Ve Francii byli známi pod jménem Besme (což pochází z pojmenování pro Čecha). Jan z Janovic (či Karel z Janovic) sloužil francouzskému vévodovi Jindřichu de Guise, na jehož popud roku 1572 smrtelně zranil jeho politického rivala, admirála Gasparda Colignyho. Potomci rodu žili ještě v 19. století ve Württembersku, v Bádensku, Francii a Belgii (jako Besme). Další větev se odstěhovala do Slezska. Petr Maxmilián Janovský (Peter Maximilian Janowsky von Janowitz auf Peterswaldau) byl roku 1717 radou knížete z Lobkowicz a vrchním regentem všech knížecích komorních statků ve vévodství zaháňském.

## Erb
Janovští z Janovic mají téměř totožný erb s Klenovskými z Klenové. Na červeném podkladu se nachází ve třech řadách a sedmi sloupcích stříbrně a modře šachované břevno. Podobný erb s Janovskými mají také Trauttenbergové, Fremdárové a Althannové a patrně všechny vycházely z erbu Babenbergů/Bogenů, kteří jej zdědili po Traungauerech. Šachování břevna Janovských patrně odpovídá routovému šachování bavorského erbu prastarého rodu von Bogen, jestliže výchozí šumavský hrad Pajrek se původně německy nazýval Bayereck. 
Slezským Janovským byl polepšen klenot z janovských složených orlích křídel červené barvy se stříbro modře šachovaným břevnem na tři pštrosí pera (heraldicky zprava doleva modré, stříbrné a červené, srovnej lobkowická pštrosí pera v klenotu erbu), přikryvadla pravé modro stříbrné a levé červeno stříbrné.
Erbovní heslo Kryštofa Janovského z Janovic bylo „Pán Bůh a čest můj klenot jest.“

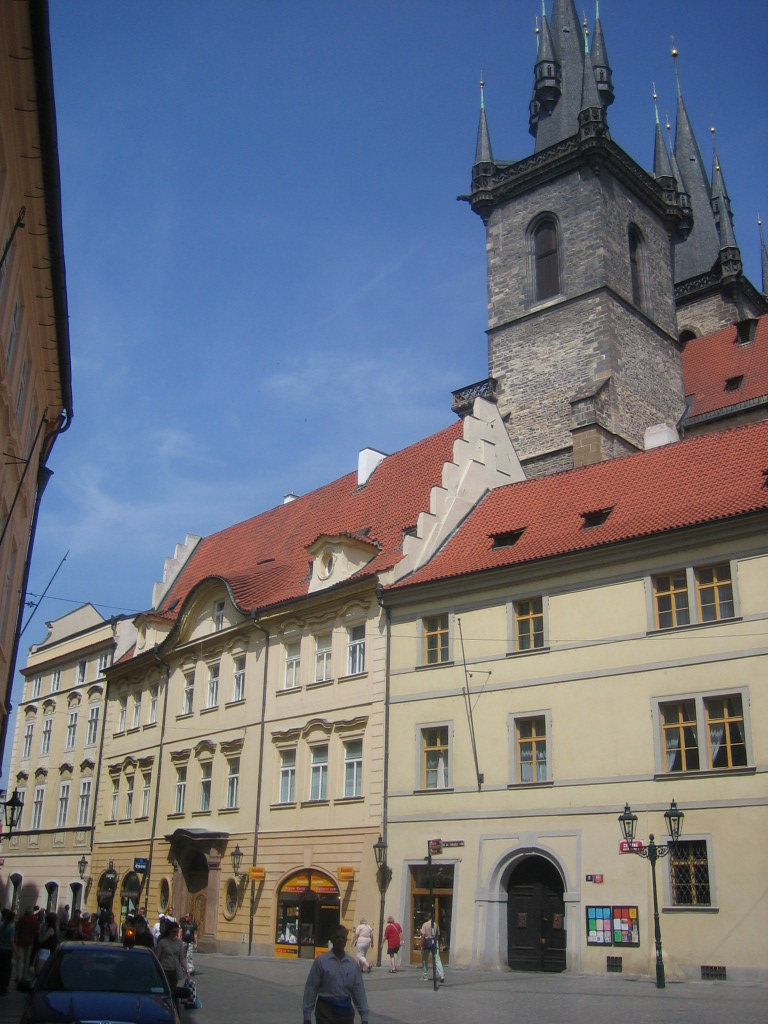
Dům u Janowských, v Praze v Celetné ulici

## Majetek
Vedle hradů Janovice, Pajrek, Rýzmberk byly v majetku rodu Nýrsko a Bystřice nad Úhlavou, dále Dešenice, Starý Láz, Spůle, Veselí, Rohozno, Sohostov, Dlažov, Bezděkov, Otín, Předslav, Chuchle, Nedanice, Švihov, Merklín, Řesanice, Jindřichovice, Mlázovy, Kolinec, Mokrosuky, Svinná, Tedražice, Habartice, Volyně, Protivín, Litice, Žinkovy, Oselce, Kotouň, Řesanice, Pole, Kadov, Starý Smolivec, Klikovka (u Prahy), Pluhův Žďár, Domamyšl, Zadní Lomná, Zadní Střítež, Peterswaldau (Skibice), Krummelinde (Raszówka), Benátky nad Jizerou, Rokytnice v Orlických horách.

## Příbuzenstvo
Příbuzní rodu Janovských z Janovic a Klenové jsou: Klenovští z Klenové, Švihovští z Rýzmberka, Černínové z Chudenic, Harantové z Polžic a Bezdružic, Běšinové z Běšin, Bořkové Dohalští z Dohalic, Benedové z Nečtin, Hájkové z Robčic, hrabata z Gorcey-Longuyon, Rýzmberští z Janovic, Trauttenbergové z Trauttenbergu, Lickové z Rýzmburku, Kyšperští z Vřesovic, Chřínovští z Chřínova, z Týnce (Tryclarové z Tryclar), Váněčtí z Jemničky, Podmokelští z Prostiboře, Perglárové z Perglasu, Káničtí z Čachrova, Točníkové z Křimic, Chocomyslští z Wildenfelsu, z Winterfelsu, Přechovští z Malevic, Příchovští z Příchovic, Rozhovští z Krucemburku, Hošťálkové z Javořice, Kocové z Dobrše, Vratislavové z Mitrovic, baroni z Unwerthu, Helversenové z Helversheimu, ze Sternenfelsu, ze Sachsenheimu, páni z Vrtby, Slavatové z Chlumu a Košumberka, Rauové z Winnendenu, Pšovlčtí z Mukoděl (Schaffalitzky de Mukadell), z Arna/d'Arnauld (Anna, neteř vévody Guise, dcera kardinála Luise I. de Guise, linie Lothringen-Vaudémont), z Florainville, z Karpfenu, Schillingové z Cannstadtu, z Halleweillu, z Landsee, z Laubenberka, ze Štokavy (von Stockheim), z Flossburgu, z Popumhausu, Chánovští z Dlouhé Vsi, Mařanové, Bohdanečtí z Hodkova, Pachtové z Rájova, z Puteani, Lipovští z Lipovice, Údrčtí z Údrče, Malovcové z Malovic, Malovcové z Chýnova, Deymové ze Stříteže, Cobové z Neudingu, Hubertové z Hubertsburgu, z Collard, d'Yves d'Ostiche, baroni z Wasmuthu, z Auerbachu, z Gutštejna, z Roupova, Nebílovští z Drahobuze, Řepové z Neveklova, Obytečtí z Obytec, Chlumčanští z Přestavlk, Sedlečtí z Újezdce, Újezdečtí z Červeného Újezdce, Wiederspergerové z Wiederspergu, Belloutte de Watters, de Frédy, Waldhauserové z Trattenheimbu, de Le Gras, de Condé, de Baintz, de Nugent, Breuilové de Minette, Alvarezové de Toledo, Plánští z Žeberka, Cílové ze Svojšic, Muchkové z Bukova, von Walderode, Věžníkové z Věžník, Jakardovští ze Sudic, z Nostic, Engelové z Engelflussu, z Račína, Brandlínští ze Štěkře, z Nebílov, Valdštejnové, Křinečtí z Ronova, Vojslavičtí z Kokolína, ze Šťáhlav, z Bernburka, von Rastel, Rochcové z Otova, Šlovičtí ze Šlovic, z Háje, z Merklína, ze Lhoty, de Binago, Varlejchové z Bubna, Ježovští z Lub, Jestřebští z Rýzmburka, Payersbergové z Payersbergu, Chřepičtí z Modliškovic, páni z Říčan, Ubelli von Siegburg, Morzinové, von Walmerode, von Bennigsen, von Riesch, von Amira, Nigroni von Riesenbach a další.[zdroj?]